# Пила (муниципалитет)
Муниципалитет Пила  (исп. Partido de Pila) — муниципалитет в Аргентине в составе провинции Буэнос-Айрес.
Территория — 3493 км². Население — 3640 человек. Плотность населения — 1,03 чел./км².
Административный центр — Пила.

## География
Муниципалитет расположен на востоке провинции Буэнос-Айрес.
Муниципалитет граничит:
- на северо-западе — c муниципалитетами Хенераль-Бельграно, Лас-Флорес
- на севере — с муниципалитетом Часкомус
- на северо-востоке — с муниципалитетом Лесама
- на востоке — с муниципалитетами Кастелли, Долорес
- на юго-востоке — с муниципалитетом Хенераль-Гидо
- на юго-западе — с муниципалитетами Аякучо, Рауч

## Важнейшие населенные пункты[2]
| № | Населённый пункт | Населённый пункт (исп.) | Категория | Население чел. (2010) | На карте                        |
| - | ---------------- | ----------------------- | --------- | --------------------- | ------------------------------- |
| 1 | Пила             | Pila                    | город     | 2502                  | 36°00′08″ ю. ш. 58°08′36″ з. д. |
| 2 | Касалинс         | Casalins                | поселок   | 66                    | 36°18′50″ ю. ш. 58°33′05″ з. д. |